# Liarea hochstetteri hochstetteri
Liarea hochstetteri hochstetteri es una subespecie de molusco gasterópodo de la familia Pupinidae. 

## Distribución geográfica
Se encuentra en Nueva Zelanda.